# District de An Minh
An Minh est un district de la province de Kiên Giang dans la delta du Mékong au sud du Viêt Nam. 

## Géographie
La superficie de An Minh est de 711 km2. 
Le chef lieu du district est Thứ Mười Một.